# Boogie Blues Band
Boogie Blues Band er et dansk band, der består af Johannes Ettrup (leadsang og tenorsaxofon), Toke Stryhn (klaver), Kaspar Frederiksen (bas) og Philipp Brodersen (trommer).

## Biografi
Boogie Blues Band opstod i 2007, og udgav i 2009 deres første album "Ain't Stoppin' Till You Dance". Bandet spiller old school rock'n'roll, boogie-woogie og blues.